# Le Heaulme
Le Heaulme egy község Franciaországban. Lakosainak száma 206 fő (2022. január 1.).

## Földrajza
Le Heaulme Haravilliers, Bréançon, Marines és Neuilly-en-Vexin községekkel határos.